# Place de la Mairie (Aubervilliers)
Pour les articles homonymes, voir Place de la Mairie.
La place de la Mairie à Aubervilliers est l'un des carrefours principaux de cette ville.

## Situation et accès
Elle se trouve à l'intersection de:
- L'avenue de la République,
- l'avenue Victor-Hugo,
- la rue du Moutier,
- l'avenue du Président-Roosevelt,

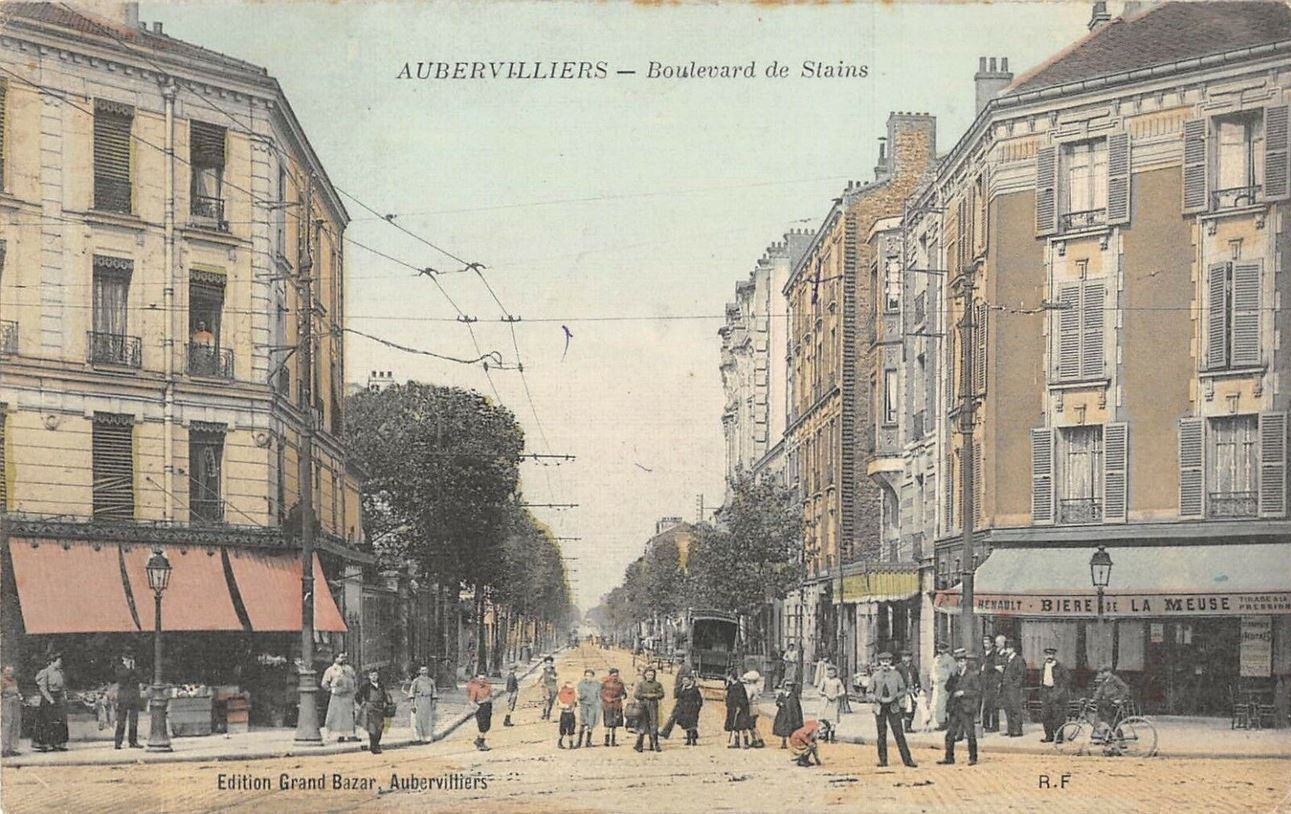
Carte postale colorisée du boulevard de Stains, aujourd'hui boulevard Anatole-France, vu de la place de la Mairie. Le bâtiment de droite est toujours présent, et abrite encore un café-bar.

- le boulevard Anatole-France, anciennement boulevard de Stains

Desserte
- Station de métro Mairie d'Aubervilliers

## Origine du nom
Cette place est nommée ainsi du fait de la présence de l'hôtel de ville. Elle portait d'ailleurs autrefois le nom de place de l’Hôtel-de-Ville.

## Historique
Le cimetière, qui se trouvait en face de l'église Notre-Dame-des-Vertus, est déplacé en 1824. Côté ouest, un nouvel hôtel de ville est construit. Une place rectangulaire est alors aménagée.
L'avenue de la République est prolongée à l'ouest de la rue de Pantin (actuelle rue du Docteur-Pesqué) après 1906 et la place de la mairie est alors agrandie vers le sud.

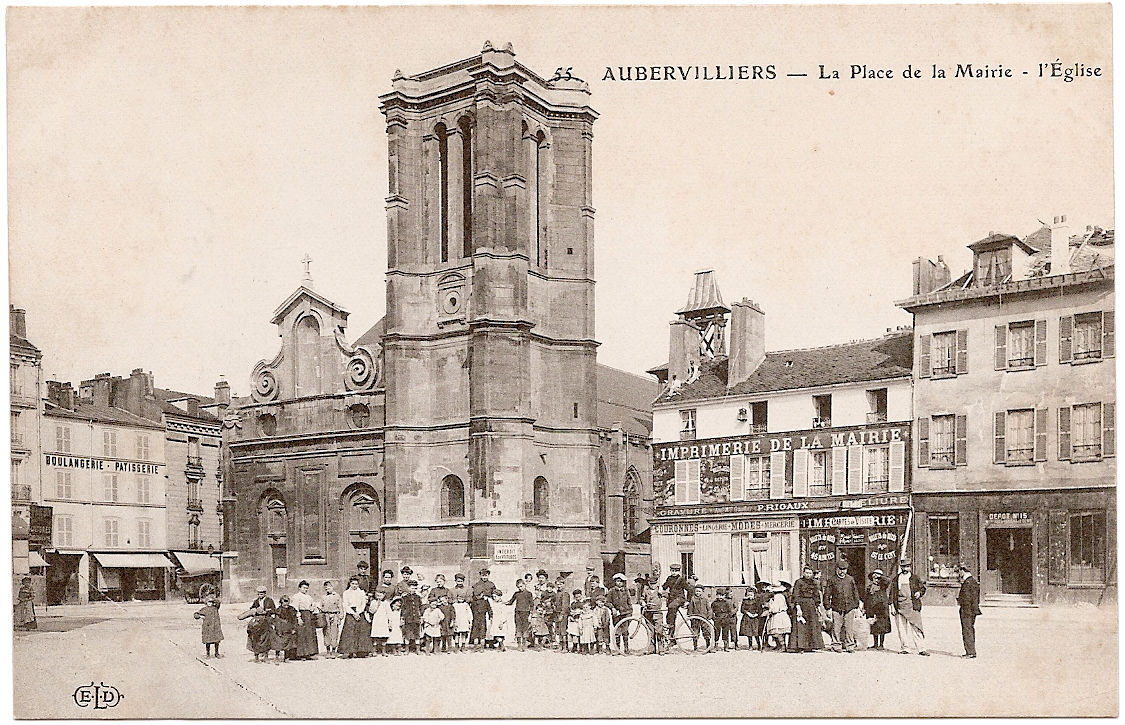
L'église à l'est de la place.
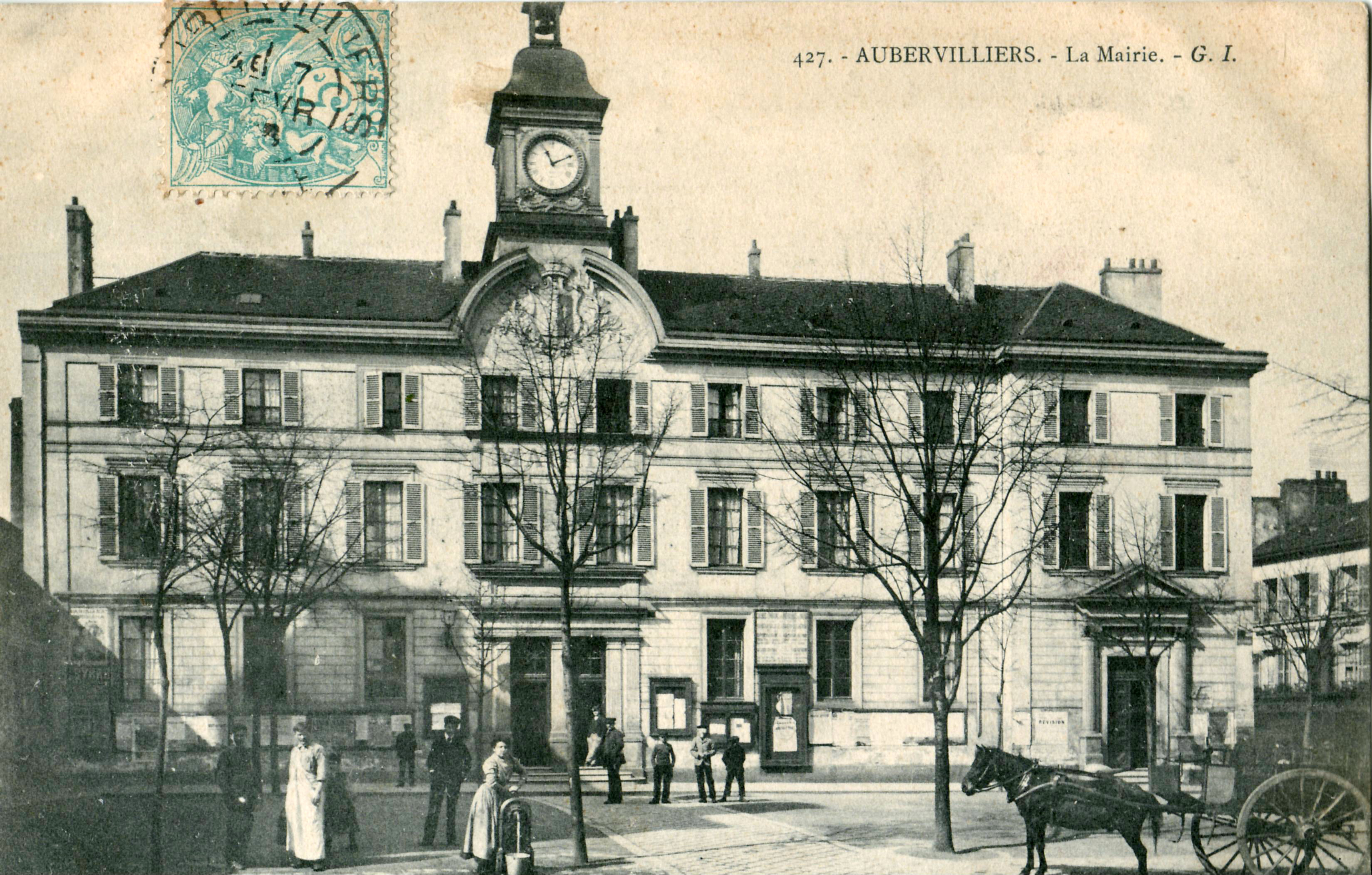
La mairie à l'ouest de la place.
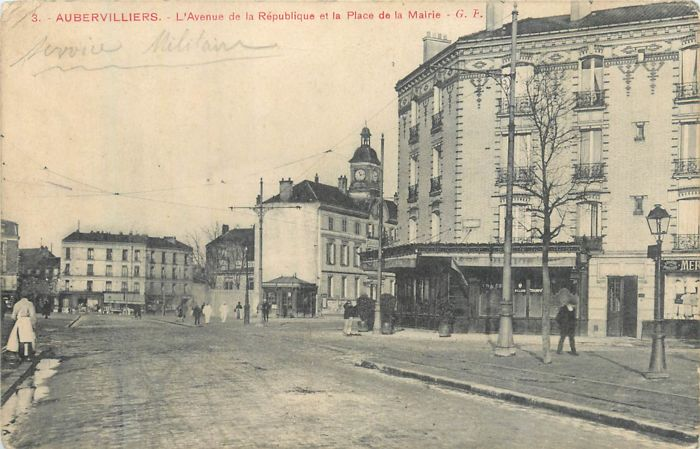
Avenue de la République et place de la Mairie.

## Bâtiments remarquables et lieux de mémoire
- Église Notre-Dame-des-Vertus d'Aubervilliers
- Hôtel de Ville d'Aubervilliers
- Ancienne fontaine de l'enfant au masque. Cette statue fut fondue en 1942 lors la mobilisation des métaux non ferreux[7].

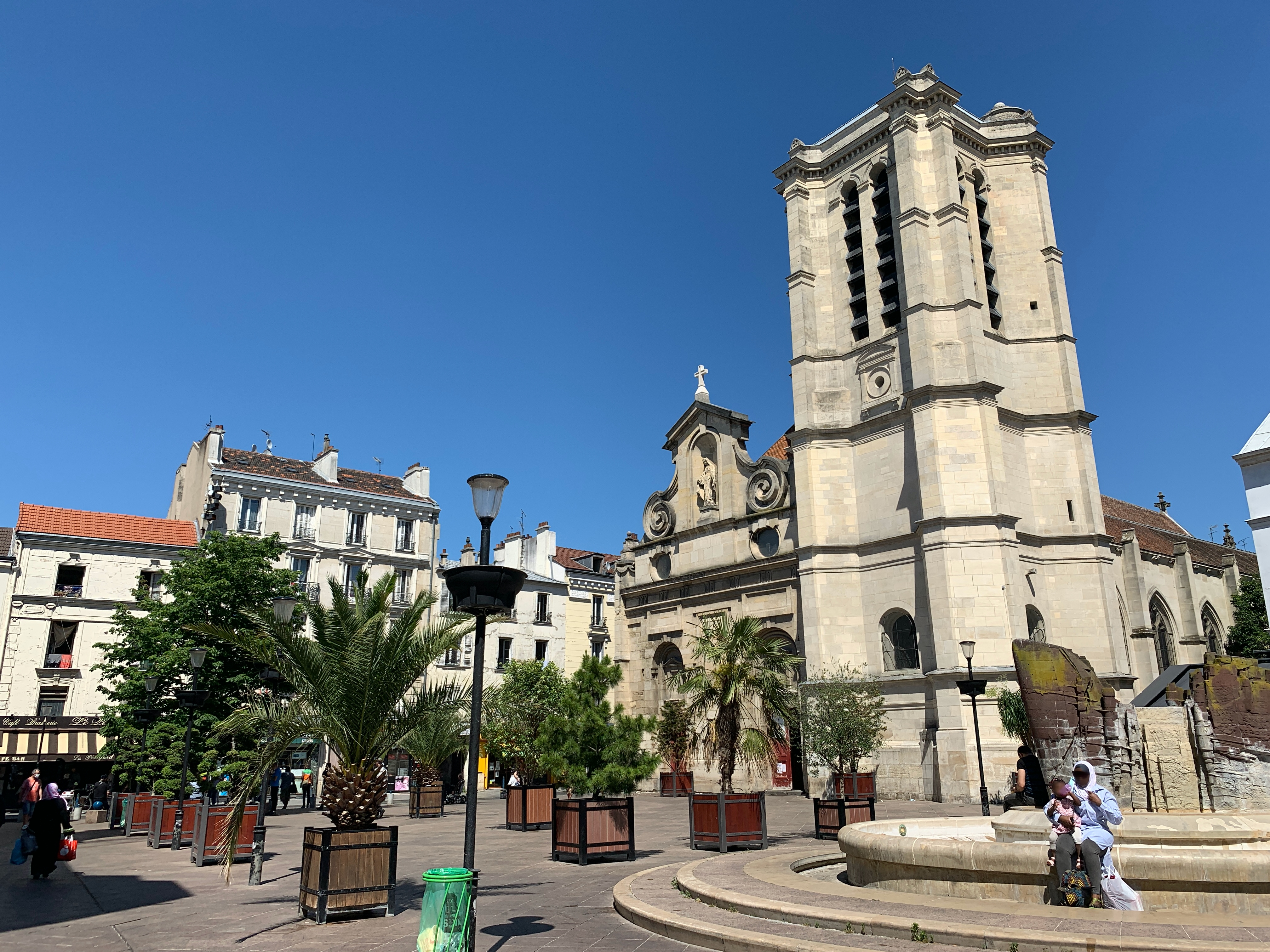
L'église à l'est de la place.
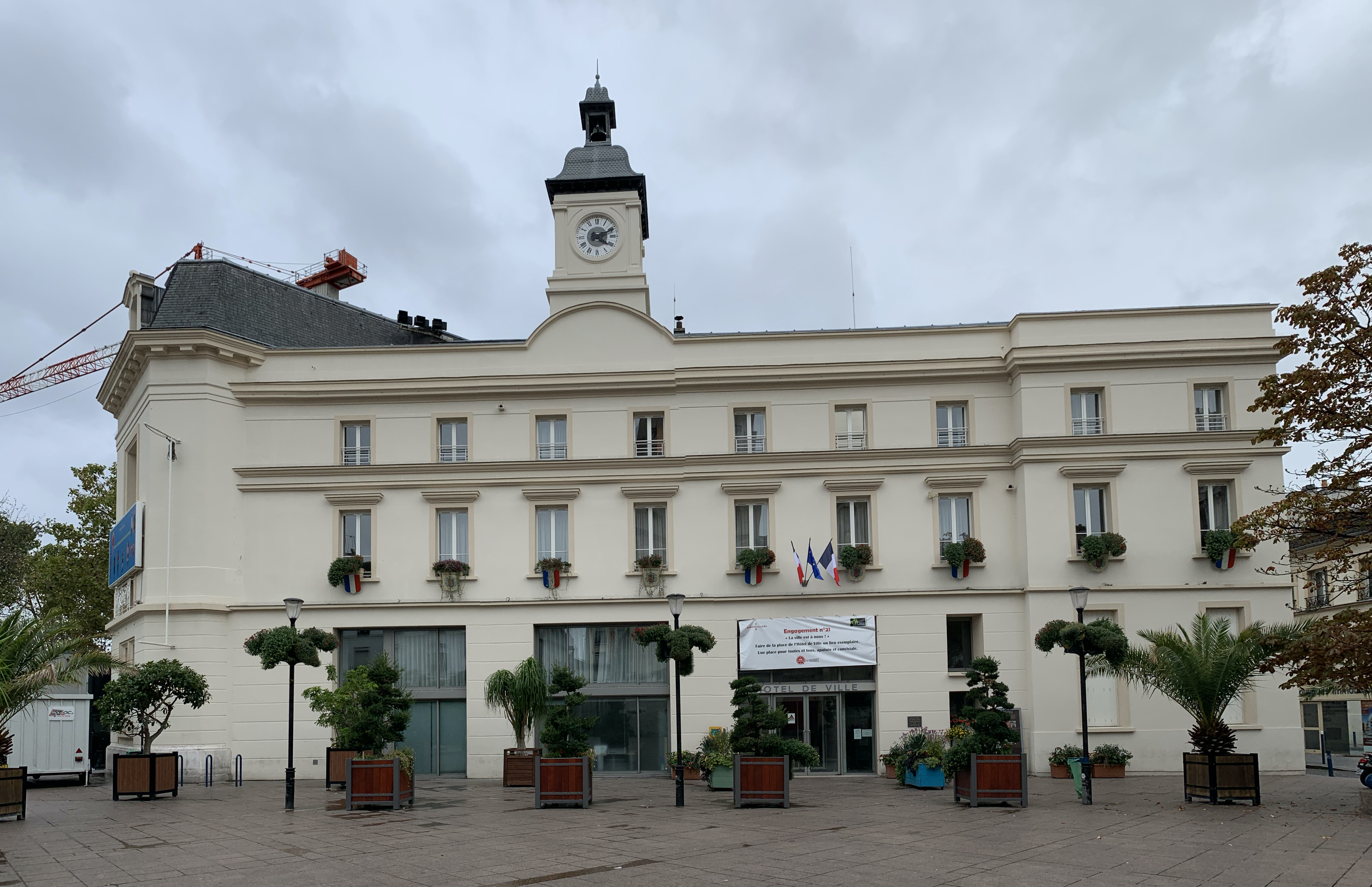
La mairie à l'ouest de la place.